# Anže Skok
Anže Skok, né le 15 septembre 2000, est un coureur cycliste slovène.

## Biographie
En 2018, Anže Skok devient champion de Slovénie sur route dans la catégorie des juniors (moins de 19 ans). Il est sélectionné à plusieurs reprises en équipe nationale, notamment pour les Jeux olympiques de la jeunesse, où il prend la neuvième place de la course en ligne. L'année suivante, il rejoint l'équipe continentale Ljubljana Gusto Santic pour ses débuts espoirs (moins de 23 ans)
Lors de la saison 2021, il termine cinquième du championnat de Slovénie du contre-la-montre, et remporte à cette occasion le titre chez les espoirs. Il se classe également huitième du Gran Premio della Liberazione ainsi que neuvième du Grand Prix de Poggiana. Ses bons résultats lui permettent de participer au Tour de l'Avenir. Sur piste, il s'illustre lors des championnats de Slovénie à Novo mesto en remportant cinq titres nationaux (kilomètre, omnium, vitesse par équipes, scratch, vitesse individuelle). Il prend ensuite la cinquième place de Gand-Wevelgem espoirs en 2022. 
En 2023, il quitte la catégorie espoir en restant dans sa formation Ljubljana Gusto Santic. Il finit troisième du Grand Prix Slovenian Istria et du championnat de Slovénie du contre-la-montre.

## Palmarès sur route

### Par année
- 2018
  -  Champion de Slovénie sur route juniors
- 2019
  - 3e du championnat de Slovénie du contre-la-montre espoirs
- 2021
  -  Champion de Slovénie du contre-la-montre espoirs
  - 3e du championnat de Slovénie sur route espoirs
- 2023
  - 3e du Grand Prix Slovenian Istria
  - 3e du championnat de Slovénie du contre-la-montre

### Classements mondiaux
| Année                                 | 2019  | 2020 | 2021  | 2022  | 2023 | 2024  |
| ------------------------------------- | ----- | ---- | ----- | ----- | ---- | ----- |
| Classement mondial                    | 3126e | nc   | 1607e | 1394e | 985e | 1729e |
| UCI Europe Tour                       | 1922e | nc   | 1134e | 946e  | nc   | nc    |
|                                       |       |      |       |       |      |       |
| Légende : nc = non classéSource : UCI |       |      |       |       |      |       |

## Palmarès sur piste
- 2021
  -  Champion de Slovénie du kilomètre
  -  Champion de Slovénie de l'omnium
  -  Champion de Slovénie de vitesse par équipes (avec Tilen Finkšt et Blaž Avbelj)
  -  Champion de Slovénie de scratch
  -  Champion de Slovénie de vitesse
- 2022
  -  Champion de Slovénie de vitesse par équipes (avec Žiga Jerman et Jernej Hribar)[2]
  -  Champion de Slovénie du scratch[2]
  -  Champion de Slovénie de vitesse[2]
  -  Champion de Slovénie de course aux points[2]
- 2024
  -  Champion de Slovénie de vitesse par équipes (avec Tilen Finkšt et Nejc Peterlin)[3]
  - 2e du championnat de Slovénie de poursuite par équipes[3]
- 2025
  -  Champion de Slovénie de vitesse par équipes (avec Tilen Finkšt et Nejc Peterlin)[4]
  - 2e du championnat de Slovénie de poursuite par équipes[4]
  - 3e du championnat de Slovénie de course aux points[4]
  - 3e du championnat de Slovénie de l'américaine[4]
  - 3e du championnat de Slovénie de l'omnium[4]